# 芝祐泰
芝 祐泰（しば すけひろ、1898年3月19日 - 1982年10月10日）は、雅楽師、日本芸術院会員。東京府出身。古代以来の宮廷雅楽師狛氏の一族で、鎌倉時代の芝真葛より分かれた。父は芝祐夏（1859－1928）、長男は芝祐久、三男が芸術院会員の芝祐靖。

## 履歴
- 1921年：宮内省雅楽練習所を卒業。
- 1923年：東洋音楽学校講師に就任。
- 1925年：宮内省楽部教授となる。
- 1928年：昭和天皇即位の礼で神楽歌を奏する。
- 1932年：伊勢神宮神部署雅楽教授。
- 1947年：宮内府技官に任命。
- 1948年：芸術祭時の雅楽「傾盃楽」により日本芸術院賞を受賞[1]。
- 1950年：宮内庁楽長、日本芸術院会員となる。
- 1955年：国立音楽大学教授に就任。
- 1965年：芸術院第三部長に就任。
- 1968年：勲三等旭日中綬章を授かる。

## 著述
- 雅楽 第1-2集 竜吟社 1955-56
- 五線譜による雅楽歌曲集 国立音楽大学出版部 1964
- 雅楽通解 国立音楽大学出版部 1967
- 五線譜による雅楽総譜 巻1－4 カワイ楽譜 1968－1972

## 作曲・編曲
- 祝福と歓喜
- 幻影
- 嘉辰（独唱と管弦楽）
- 葬送行進曲（雅楽「竹林楽」の編曲）
- 祝典と歓喜（越天楽の編曲）